# Jonny Eduardo Reyes Sequera
Jonny Eduardo Reyes Sequera SDB (* 5. Oktober 1952 in Caracas) ist ein venezolanischer römisch-katholischer Ordensgeistlicher und Apostolischer Vikar von Puerto Ayacucho.

## Leben
Jonny Eduardo Reyes Sequera trat der Ordensgemeinschaft der Salesianer Don Boscos bei und legte am 31. August 1969 die zeitliche Profess ab. Am 6. Juni 1976 legte er die ewige Profess ab. Reyes Sequera empfing am 8. Dezember 1979 das Sakrament der Priesterweihe.
Am 14. Oktober 2015 ernannte ihn Papst Franziskus zum Titularbischof von Canapium und bestellte ihn zum Apostolischen Vikar von Puerto Ayacucho. Die Bischofsweihe spendete ihm sein Amtsvorgänger José Ángel Divassón Cilveti SDB am 10. Januar des folgenden Jahres. Mitkonsekratoren waren der Bischof von Willemstad, Luigi Antonio Secco SDB, und der Bischof von La Guaira, Raúl Biord Castillo.